# Bárcena de Campos
Bárcena de Campos é um município da Espanha na província de Palência, comunidade autónoma de Castela e Leão, de área 14,52 km² com população de 59 habitantes (2004) e densidade populacional de 4,06 hab/km².

## Demografia
| Variação demográfica do município entre 1991 e 2004 | Variação demográfica do município entre 1991 e 2004 | Variação demográfica do município entre 1991 e 2004 | Variação demográfica do município entre 1991 e 2004 |
| --------------------------------------------------- | --------------------------------------------------- | --------------------------------------------------- | --------------------------------------------------- |
| 1991                                                | 1996                                                | 2001                                                | 2004                                                |
| 68                                                  | 72                                                  | 62                                                  | 59                                                  |